# Brøndby Stadion
O Estádio Brøndby (Brøndby Stadion em dinamarquês) é um estádio de futebol localizado em Brøndby, na Região Metropolitana de Copenhague, na Dinamarca.
Inaugurado em 1965, possuia uma pista de atletismo em volta do gramado. Em 1989, com o fim da pista, o estádio passou a ter 10.000 lugares. Para a Semi-Final da Copa da UEFA de 1990-1991, a capacidade foi ampliada provisoriamente para 18.000 lugares.
Após essa campanha histórica do Brøndby IF, o estádio foi ampliado para 22.000 lugares e para disputar a Liga dos Campeões da UEFA de 1998-1999 houve uma nova ampliação: 29.000 lugares. É o segundo maior estádio do país, perdendo apenas para o Estádio Parken.